# Нилгирски тар
Нилгирският тар (Nilgiritragus hylocrius) е вид бозайник от семейство Кухороги (Bovidae), единствен представител на род Nilgiritragus. Видът е застрашен от изчезване.

## Разпространение и местообитание
Разпространен е в Индия.